# Maykel Galindo
Maykel Galindo (Villa Clara (Cuba), 28 januari 1981) is een Cubaans voetballer die speelt voor het Amerikaanse Los Angeles Blues.
Hij speelt als aanvaller en hij speelt ook voor het Nationale elftal van Cuba.

## Statistieken
| seizoen     | club              | land             | competitie          | wed. | goals |
| ----------- | ----------------- | ---------------- | ------------------- | ---- | ----- |
| 2006        | Seattle Sounders  | Verenigde Staten | USL First Division  | 14   | 6     |
| 2007        | Chivas USA        | Verenigde Staten | Major League Soccer | 28   | 12    |
| 2008        | Chivas USA        | Verenigde Staten | Major League Soccer | 10   | 1     |
| 2009        | Chivas USA        | Verenigde Staten | Major League Soccer | 23   | 4     |
| 2010        | Chivas USA        | Verenigde Staten | Major League Soccer | 6    | 1     |
| 2010        | Tampa Bay Rowdies | Verenigde Staten | D2 Pro League       | 10   | 2     |
| 2011        | FC Dallas         | Verenigde Staten | Major League Soccer | 6    | 0     |
| 2012        | Los Angeles Blues | Verenigde Staten | USL Pro             | 12   | 0     |
| 2013        | Los Angeles Blues | Verenigde Staten | USL Pro             | 4    | 0     |
| Bijgewerkt: | 09-08-2013        |                  | Totaal              | 113  | 26    |